# 駒田一
駒田 一（こまだ はじめ、1964年3月6日 - ）は、日本の俳優 、声優。愛知県名古屋市出身。ビクターミュージックアーツ所属。

## 略歴
いずみたく主催のミュージカル劇団フォーリーズ出身。1990年12月、フォーリーズを退団。2015年、 第41回菊田一夫演劇賞を受賞。

## 人物
身長172cm。体重67kg。特技はマジック全般、大道芸。 普通第一種自動車免許を保有している。

## 出演作品

### テレビ番組
- 英語であそぼ（現・えいごであそぼ）（体操のお兄さん・『駒田はじめ』名義で出演）

### テレビアニメ
1996年
- るろうに剣心 -明治剣客浪漫譚-（銀丈）[2]

1999年
- ビーストウォーズネオ 超生命体トランスフォーマー（要塞守備兵バズーカ）
- ビックリマン2000（三面鬼神）

2000年
- メダロット魂（バンショウ）
- 遊☆戯☆王デュエルモンスターズ（キース・ハワード）

2013年
- 獣旋バトル モンスーノ（ドレッズ）[2]

### 吹き替え（アニメ）
- おやゆび姫 サンベリーナ（プリンス・コーネリアス）
- プリンセスと魔法のキス（2010年）　- レイ 役。

### 映画
- きかんしゃトーマス 魔法の線路 - 挿入歌「He's A Really Useful Engine」「Summer Sunday」

### 舞台
- グイン・サーガ 炎の群像（1995年11月9日 - 26日、シアターアプル / 12月1日 - 10日、シアター・ドラマシティ） - ヴァレリウス 役
- 天狼星（1997年3月13日 - 30日、シアターアプル / 4月11日 - 13日、愛知県勤労会館 / 4月15日 - 20日、シアター・ドラマシティ） - 刀根一太郎 役
- ミッドナイトサマードリーム（1999年） - 主演 パック 役[4]
- ラ・マンチャの男（1999年 - ）-  床屋 役（1999年 - 2008年）、サンチョ・パンサ 役（2009年 - ）[4][5]
  - 1999年（8月1日 - 27日、劇場飛天  / 9月1日 - 27日、青山劇場）[5]
  - 2000年（4月5日 - 5月28日、日生劇場）[5]
  - 2001年（2月1日 - 25日、日生劇場）[5]
  - 2002年（5月1日 - 28日、博多座 / 7月31日 - 8月30日、帝国劇場）[5]
  - 2005年（5月1日 - 28日、名鉄ホール、6月4日 - 29日、帝国劇場）[5]
  - 2008年（4月5日 - 30日、帝国劇場）[5]
  - 2009年（5月1日 -18日、シアターBRAVA! / 5月22日 - 24日、オーバード・ホール）[5]
  - 2012年（5月5日 - 28日、博多座 / 8月3日 - 25日、帝国劇場）[5]
  - 2015年（9月2日 - 21日、シアターBRAVA! / 9月26日 - 28日、まつもと市民芸術館 / 10月4日 - 27日 、帝国劇場）[5][6]
  - 2019年（9月7日 - 12日、フェスティバルホール / 9月21日 - 23日、東京エレクトロンホール宮城 / 9月27日 - 29日、愛知県芸術劇場大ホール / 10月4日 - 27日、帝国劇場）[5][7]
- スクルージ（1997年・1999年） -  トム・ジェンキンズ 役[4]。
  - 1997年（11月29日 - 12月25日、東京芸術劇場中ホール）
  - 1999年（新潟市民芸術文化会館 / 東京芸術劇場中ホール）
- MIRACLE（2000年 - 2003年） - ダダ・ジョナサン 役[4]
  - 2000年
  - 2001年
  - 2003年
- ストレートプレイ「キャットフード」（2000年）- 主演 ヴィト 役[4]
- 屋根の上のヴァイオリン弾き（2001年 -  2006年） - ヴァイオリン弾き 役（2001年）、モーテル 役（2004年 - 2006年）[4]
  - 2001年
  - 2004年
  - 2005年
  - 2006年
- 一人ミュージカル「撃墜王ビリー」（2001年） - 主演、全17役[4]
- ーRYOMAー 夢・信・動 坂本龍馬（2002年） - 主演・坂本龍馬 役[4]
- レ・ミゼラブル（2003年 - ） - テルナディエ 役[2][4][8]
  - 2003年（7月6日 - 9月28日、帝国劇場 ）[注 1][8]
  - 2004年（1月2日 - 26日、博多座）[注 2][8]
  - 2005年（3月8日 - 5月29日、帝国劇場）[注 3][8]
  - 2006年（3月1日 - 26日、中日劇場 / 4月1日 -25日、日生劇場）[注 4][8]
  - 2007年（6月8日 - 8月27日、帝国劇場 / 9月4日 - 10月24日、博多座）[注 5][8]
  - 2009年（3月3日 - 29日、中日劇場 / 4月11日・12日、石川厚生年金会館 / 4月17日 - 19日、まつもと市民芸術館 / 4月23日 - 29日、東京エレクトロンホール宮城 / 10月6日 - 11月20日、帝国劇場）[注 6][8]
  - 2011年（4月8日 - 6月12日、帝国劇場 ）[注 7][8]
  - 2013年（4月23日 - 7月10日、帝国劇場 / 8月3日 - 31日、博多座 / 9月7日 - 23日、フェスティバルホール / 10月1日 - 20日、中日劇場 / 11月4日 - 27日）[注 8][8]
  - 2015年（4月13日 - 6月1日、帝国劇場 / 6月10日 - 30日、中日劇場 / 7月8日 - 8月1日、博多座 / 8月8日 - 29日、梅田芸術劇場メインホール / 9月5日 - 7日、オーバードホール / 9月17日 - 24日、静岡市清水文化会館）[注 9][8]
  - 2017年（5月21日 - 7月17日[注 10]、帝国劇場 / 8月1日 - 26日、博多座[9] / 9月9日[10] - 15日[11]、フェスティバルホール / 9・10月、中日劇場）[注 11] [12]
  - 2019年（4月15日 - 5月28日[注 12]、帝国劇場 / 6月7日 - 25日、御園座 / 7月3日 - 20日、梅田芸術劇場メインホール / 7月29日 - 8月26日、博多座 / 9月10日 - 17日、札幌文化芸術劇場 hitaru）[13]
  - 2024年 - 2025年（2024年12月16日 - 2025年2月17日、帝国劇場 / 2025年3月2日 - 28日、梅田芸術劇場メインホール / 2025年4月6日 - 30日、博多座 / 2025年5月9日 - 15日、まつもと市民芸術館 / 2025年5月25日 - 6月2日、札幌文化芸術劇場 hitaru / 2025年6月12日 - 16日、高崎芸術劇場）[14]
- 砂の戦士たち（2003年）[4]
- タック（2005年）[4]
- 赤い夕陽のサイゴン★ホテル（2005年）[4]
- ダンス・オブ・ヴァンパイア（2006年 - ） - クコール 役[2][4]
  - 2006年（7月2日 - 8月27日、帝国劇場）
  - 2009年（7月5日 - 8月26日、帝国劇場 / 9月2日 - 27日、博多座）
  - 2011年 - 2012年（2011年11月27日 - 12月24日、帝国劇場 / 2012年1月7日 - 12日、梅田芸術劇場）
  - 2015年 - 2016年（2015年11月3日 - 30日、帝国劇場 / 2016年1月2日 - 11日、梅田芸術劇場 / 2016年1月15日 - 17日、愛知県芸術劇場）
  - 2019年 - 2020年（2019年11月5日 - 27日、帝国劇場 / 2019年12月15日 - 21日、御園座 / 2020年1月1日 - 7日、博多座 / 2020年1月13日 - 20日、梅田芸術劇場 メインホール）[15][16]
  - 2025年（2025年5月、東京建物 Brillia HALL / 6月、御園座 / 7月、梅田芸術劇場 メインホール / 7月、博多座）[17]
- AKURO 悪路（2006年・2008年）[4]
  - 2006年
  - 2008年
- 阿国（2007年）[4]
- タン・ビエットの唄（2008年・2010年）[4]
  - 2008年
  - 2010年
- サ・ビ・タ 〜雨が運んだ愛〜（2008年 - 2014年） - 主演・ドンウク 役[4]
  - 2008年
  - 2010年
  - 2012年
  - 2014年
- RISTRANTE（2009年）[4]
- キャンディード（2010年） - カカンボ 役[4]
- 源氏物語×大黒摩季songs〜ボクは、十二単に恋をする〜（2010年10月27日 - 11月6日、天王洲 銀河劇場）- 桐壺 役
- ミス・サイゴン（2014年 - ） - エンジニア 役[2][4][18]
  - 2014年（7月21日 - 8月26日[注 13]、帝国劇場 / 8月30日・31日、新潟県民会館 / 9月4日 - 7日 愛知県芸術劇場大ホール / 9月11日 - 18日、フェスティバルホール / 9月22日 - 28日、博多座 / 10月4日・5日、よこすか芸術劇場[注 14][19]
  - 2016年 - 2017年（2016年10月15日 - 11月23日[20]、帝国劇場 / 12月10日・11日、岩手県民会館 大ホール / 12月17日・18日、鹿児島市民文化ホール / 12月23日 - 25日、久留米シティプラザ ザ・グランドホール / 2016年12月30日 - 2017年1月15日、梅田芸術劇場 メインホール / 1月19日 - 22日、愛知県芸術劇場 大ホール）[21]
- 青空の休暇（2014年・2017年） - 主演・白河 役[4]
  - 2014年
  - 2017年（12月26日・27日、シアター1010）[22]
- キム・ジョンウク探し〜あなたの初恋探します〜（2016年6月12日 - 26日、よみうり大手町ホール / 6月29日・30日、サンケイホールブリーゼ） - マルチマン 役（お父さん、お母さん、インド人、上司、タクシー運転手など全24役）[4][23]
- メリー・ポピンズ（2018年 - ） - ジョージ・バンクス 役
  - 2018年（3月18日 - 5月7日[注 15]、東急シアターオーブ / 5月19日 - 6月5日、梅田芸術劇場メインホール）[4][24]
  - 2022年（3月31日 - 5月8日、東急シアターオーブ / 5月20日 - 6月6日、梅田芸術劇場メインホール）[25]
- あなたの初恋探します（2018年7月21日 - 28日、オルタナティブシアター / 8月4日・5日、大野城まどかぴあ 大ホール / 8月14日・15日、穂の国とよはし芸術劇場PLAT / 8月18日・19日、サンケイホールブリーゼ） - マルチマン 役[4][26]
- マリー・アントワネット（2018年9月14日 - 30日、博多座 / 10月8日 - 11月25日、帝国劇場 / 12月10日 - 21日、御園座 / 2019年1月1日 - 15日、梅田芸術劇場 メインホール） - レオナール 役[4][27]
- ミュージカル 魍魎の匣（2022年11月10日 - 15日、オルタナティブシアター） - 美馬坂幸四郎 役 [28]
- ミュージカル「天翔ける風に」（2023年9月29日 - 10月9日、東京芸術劇場 プレイハウス / 10月13日 - 15日、兵庫県立芸術文化センター 阪急中ホール / 10月19日 - 22日、穂の国とよはし芸術劇場PLAT 主ホール） - 甘井聞太左衛門 役[29]
- ミュージカル「ウィリアムとウィリアムのウィリアムたち」（2024年2月10日 - 12日、パルテノン多摩 大ホール / 2月15日 - 18日、兵庫県立芸術文化センター 阪急中ホール / 2月28日 - 3月4日、サンシャイン劇場）[30]
- ルール〜「十五少年漂流記」より〜（2024年5月16日 - 26日、よみうり大手町ホール / 6月1日 - 2日、COOL JAPAN PARK OSAKA TTホール） - エバンズ 役[31][32]
- ソーセージ（2024年10月10日 - 27日、博品館劇場） - ソライナス 役 他[33][34]
- 楽劇「フィガロ」（2026年1月8日 - 18日〈予定〉、東京芸術劇場 シアターウエスト） - ドン・バルトロ 役[35]

### OVA
1997年
- フォトン（ラマーン）

### ゲーム
2003年
- 遊☆戯☆王デュエルモンスターズ8 破滅の大邪神（キース・ハワード）

### CD
- 海風に包まれて(デビューシングル)（「静かなるドン」第12話エンディング）
  - 2ndTrack「少年のひとみで」
- 終わりのないラブソング（1996年）
- 黄昏の名探偵（2003年）
- ダンス・オブ・ヴァンパイア（2006年）

## 受賞歴
- 第41回菊田一夫演劇賞（2016年、 「ラ・マンチャの男」のサンチョ、「レ・ミゼラブル」のテナルディエ、「ダンス オブ ヴァンパイア」のクコールの役の演技に対して ）[4][36]